# The Mammoth Book of Best New Horror: Volume Fifteen
The Mammoth Book of Best New Horror: Volume Fifteen är den femtonde volymen i antologiserien med samma namn. Den publicerades 2004 på det brittiska bokförlaget Robinson och i USA på Carroll & Graf.

## Innehåll
- "Introduction: Horror in 2003" av Stephen Jones
- "Fear the Dead" av Ramsey Campbell
- "The Hanged Man of Oz" av Steve Nagy
- "Mara" av Michael Chislett
- "Cell Call" av Marc Laidlaw
- "In the Tunnels" av Pauline E. Dungate
- "Hunger: A Confession" av Dale Bailey
- "Seven Feet" av Christopher Fowler
- "The Centipede" av Susan Davis
- "The Goat Cutter" av Jay Lake
- "Maybe Next Time" av Michael Marshall Smith
- "Story Time with the Bluefield Strangler" av John Farris
- "Hunter Lake" av Gene Wolfe
- "Mr. Sly Stops for a Cup of Joe" av Scott Emerson Bull
- "The Bereavement Photographer" av Steve Rasnic Tem
- "Kissing Carrion" av Gemma Files
- "The White Hands" av Mark Samuels
- "Waycross" av Caitlín R. Kiernan
- "Lucy, in Her Splendor" Charles Coleman Finlay
- "Dead Boy Found" av Christopher Barzak
- "The Haunting" av Joyce Carol Oates
- "Dancing Men" av Glen Hirshberg (International Horror Guild Award 2003)[1]
- "Bitter Grounds" av Neil Gaiman
- "Child of the Stones" Paul J. McAuley
- "The Silence of the Falling Stars" av Mike O'Driscoll
- "Exorcizing Angels" av Simon Clark och Tim Lebbon
- "Necrology: 2003" av Stephen Jones och Kim Newman